# Эрикссон, Йоста
Йоста Гунвальд Эрикссон (швед. Gösta Gunvald Eriksson; 26 января 1931[…], Скее — 21 августа 2024, Trollhättan, Вестра-Гёталанд) — шведский гребец. Серебряный призёр Олимпийских игр и чемпионата Европы.
Выступал за клуб «Тролльхеттан». Двенадцатикратный чемпион Швеции.
Дебютировал на Олимпийских играх в 1956 году в Мельбурне, где в составе шведской команды (Эверт Гуннарссон, Ивар Аронссон, Олле Ларссон и Бертиль Йоранссон) завоевал серебро в соревнованиях четвёрок с рулевым. В финале шведы уступили итальянской сборной всего 3 секунды. Также он выступал в составе восьмёрки, которая заняла четвёртое место, уступив бронзу австралийским гребцам.
На Олимпиаде 1960 года в Риме выступал в двойках с рулевым и без вместе с Леннартом Ханссоном, но в обоих соревнованиях шведы не сумели пройти в финальный заплыв.
На чемпионате Европы 1955 года в Генте Эрикссон стал серебряным призёром в соревнованиях четвёрок и восьмёрок с рулевым.